# Ken Epp
Pour les articles homonymes, voir Epp.
Ken Epp, né le 11 mai 1939 à Swift Current, Saskatchewan et mort le 20 février 2022, est un homme politique canadien.

## Biographie
Il fut actuellement député à la Chambre des communes du Canada, représentant la circonscription albertaine de Edmonton—Sherwood Park depuis 2004 sous la bannière du Parti conservateur du Canada. Il fut aussi le député de Elk Island, d'abord sous le Parti réformiste (1993-2000) puis l'Alliance canadienne (2000-2003).
Le 17 août 2006, il annonce qu'il ne se représentera pas lors de la prochaine élection fédérale.